# Станила (Бузау)
Станила (рум. Stănila) насеље је у Румунији у округу Бузау у општини Нехоју. Oпштина се налази на надморској висини од 613 m.

## Становништво
Према подацима из 2002. године у насељу је живело 46 становника, од којих су сви румунске националности.